# Carl Gustaf Plagemann

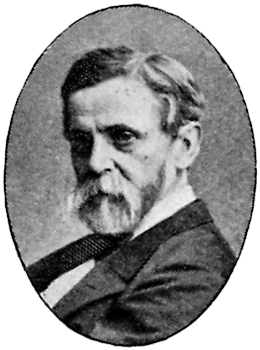
Carl Gustaf Plagemann

Carl Gustaf Plagemann, född den 2 april 1805 i Södertälje, död den 2 februari 1868 i Rom, var en svensk målare. Han var son till Carl Johan Fredrik Plagemann och kusin till Arnold Plagemann.
Plagemann ägnade sig först åt apotekaryrket, tog provisors- och därefter studentexamen, studerade ett år vid Falu bergsskola och tjänstgjorde sedan på apotek i Kristianstad. En resa till Köpenhamn väckte hans konstnärslängtan. Efter en tids studier för Westin blev han 1827 elev vid konstakademien, där han snart uppflyttades i modellskolan och fick pris för Epameinondas död (1829), Herkules på bålet (1830) och Faethon kör solens vagn och träffas av Jupiters blixt (1831). Sistnämnda år reste han till Italien i sällskap med brittiske legationssekreteraren Saint George, målade på beställning av denne Leda och svanen med flera samt Herdarnas tillbedjan, altartavla till en kyrka i Irland. Två år vistades Plagemann i Florens och blev där intagen av det toskanska 1400-talsmåleriet. I juni 1833 vandrade han till Rom, hade till en början svårt att reda sig där, tog anställning hos en konsthandlare, greve Cabrall, och experimenterade en tid framåt med att åt denne "korrigera" och komplettera gamla skadade målningar, som konsthandlaren sedan sålde som verk av gamla mästare. Plagemann hade stor förmåga i att kopiera och att genom kemiska konstgrepp ge sina kopior ett åldrigt utseende. Då han 1836 fick akademiens resestipendium, upphörde hans förbindelse med Cabrall. Plagemann hemsände flera originalmålningar, Judith, Krigare, Sankta Agnes med flera (utställda 1836), Självporträtt (1838, Konstakademien), Judas återställer de trettio silverpenningarna (samma år, Konstakademien - en replik väckte uppseende i Rom 1840), Mandolinspelerska (1843), Månskenslandskap från Subiaco (1847, Nationalmuseum) och Grekiska flyktingar (1851, Göteborgs konstmuseum). 
Bland denna tids svenska konstnärer var Plagemann den ende, som italieniserade sig i sin konst. Han levde sitt eget liv utanför landsmännens kretsar, var en lyrisk drömmare och romantiker, som likväl hade sina anfall av pojkaktighet och skämtlynne ("en egen extravagant humor"). Han var också den ende svenske konstnär, som tog aktiv del i Roms försvar mot fransmännen 1849 - som korpral och sedan sergeant vid borgargardets mobila avdelning var han med i flera strider. År 1852 lämnade han Rom i sällskap med en 18-årig italiensk flicka, som han enleverat ur ett kloster, vistades två år i Madrid, kopierade där på beställning av kungen av Württemberg tavlor av Tizian och Paolo Veronese, målade porträtt och "italienska sujets". Efter 23 års frånvaro återkom han till Sverige 1854, övervintrade i Umeå med sin italienska hustru och bosatte sig sedan i Stockholm. Där blev han ledamot av Konstakademien 1856, men gick miste om den professorsplats han hoppats på, upprättade ett "institut för målning och teckning", som ägde bestånd några år, var 
teckningslärare vid slöjdskolan, Karlberg och gymnasium, men hade svårt att förtjäna sitt uppehälle och förblev i hemlandet en främling både personligen och i sin konst. Bland hans målningar märks, förutom porträtt, den sentimentala Nunna i sin cell (1856, Göteborgs konstmuseum), Den goda tomten (som slog an), Italiensk fruktförsäljerska (med hustrun som modell, 1861, nytt exemplar 1865, Nationalmuseum), Natten i Betlehem (1862), Backanter med en ung satyr (1863, båda de sistnämnda i Nationalmuseum) samt altartavlorna Kristus välsignar barnen (i Lovö kyrka, 1866) och Nattvarden (i Sävars kyrka, Västerbotten). Han restaurerade även en del tavlor för Nationalmuseum. År 1867 på hösten återvände han till Italien, återsåg Rom, övergick till romersk-katolska läran och dog på ett sjukhus följande år. För den svenska konsten blev Plagemanns verksamhet utan betydelse. Hans målningssätt hade inga förutsättningar att bli förstått och uppskattat hemma, och den kyla, som omgav honom, tycks ha återverkat på hans konst. Plagemann finns även representerad vid bland annat Uppsala universitetsbibliotek